# Rosana Alvarado
Rosana Alvarado Carrión, née à Cuenca en Équateur le 19 février 1977, est une avocate et femme politique équatorienne, actuelle ministre de la Justice du pays.

## Biographie
Rosana Alvarado naît né le 19 février 1977 à Cuenca, dans la province de Azuay. Elle est diplômée en droit et en communication sociale de l'université de l'Azuay,.

## Carrière politique
En 2007, elle entre à l'Assemblée constituante avec le parti Alliance PAIS. Elle en est une des voix progressistes, prenant notamment parti pour le mariage égalitaire,.

### Députée (2009-2017)
Présentée par Alianza PAIS pour la province d'Azuay aux élections législatives de 2009, elle est élue députée. Elle intègre la commission législative de justice et structure de l'État, et préside la commission de biodiversité et ressources naturelles
Reconduite aux législatives de 2013, elle en est nommée première vice-présidente,.
Elle participe à l'élaboration de plusieurs projets de loi protégeant les droits des femmes : âge minimum de mariage, symétrie des procédures de divorces, dépénalisation de l'avortement en cas de viol, création d'un délit de féminicide, etc,,.

### Ministre de la Justice (depuis 2017)
En mai 2017 Rosana Alvarado est nommée ministre de la Justice par le nouveau président Lenín Moreno. Elle a notamment en charge la mise en œuvre du Plan national d'éradication de violence de genre,,,
En janvier 2018 elle figure, derrière ses collègues ministres María Alejandra Vicuña et María Fernanda Espinosa, dans la liste de trois personnalités, que le président Moreno propose à l'Assemblée pour choisir le nouveau Vice-président de la République, après la destitution du vice-président Jorge Glas, condamné pour son implication dans l'affaire Odebrecht. C'est María Alejandra Vicuña qui est désignée le 6 janvier.